# کتابخانه مت‌پلات
مت‌پلات (به انگلیسی: Matplotlib) یک کتابخانه برای رسم نمودار است که در در زبان برنامه‌نویسی پایتون مورد استفاده قرار می‌گیرد. رابط برنامه‌نویسی این کتابخانه به صورت شی‌گرا طراحی شده‌است و اجازه می‌دهد در نرم‌افزارهایی که از واسط‌های گرافیکی پراستفاده مانند WxPython، کیوت یا جی‌تی‌کی استفاده می‌کنند قابل استفاده باشد.
مت‌پلات توسط جان هانتر نوشته و نگهداری می‌شود و تحت مجوزی شبیه به BSD انتشار یافته‌است. در حال حاضر این کتابخانه برای ورژن‌های ۲٫۴ تا ۲٫۶ پایتون پشتیبانی می‌شود.
بستهٔ pylab دو ماژول pyplot و NumPy را در یک فضای نام ارائه می‌دهد.

## مقایسه با Matlab
واسط pylab باعث شده‌است تا کاربران باتجربهٔ Matlab بتوانند به راحتی از کتابخانهٔ Matplotlib استفاده کنند، در نتیجه جایگزین مناسبی برای بسیاری از کاربران Matlab به عنوان ابزاری برای یادگیری محاسبات عددی و پردازش سیگنال است.
بعضی از مزایای پایتون + NumPy + Matplotlib در مقابل Matlab:
- بر پایهٔ پایتون است که یک زبان برنامه‌نویسی مدرن و شی‌گرا با امکانات کامل است و قابل استفاده در برنامه‌های بزرگ
- مناسب برای نوشتن اسکریپت‌های سریع، همچنین اسکریپت‌های واسط دروازه مشترک
- نرم‌افزار آزاد و متن‌باز
- پشتیبانی از فرمت SVG

## نمودارهای نمونه

## جعبه‌ابزارها
تعدادی جعبه‌ابزار (به انگلیسی: Toolkit) برای اضافه کردن به کاربردهای Matplotlib وجود دارد. بعضی‌ها باید به صورت جداگانه دریافت شودند و بعضی درون Matplotlib موجود هستند ولی نیازمندی‌های جداگانه دارند.
- Basemap: تهیه نقشه با استفاده از پیش‌بینی‌های مختلف، سواحل و مرزهای سیاسی
- Mplot3d: نمودارهای سه‌بعدی
- Excel tools: ابزاری برای تبادل اطلاعات با مایکروسافت اکسل
- GTK tools: واسطی برای استفاده از کتابخانهٔ +GTK